# Tour de Hokkaido
Il Tour de Hokkaidō è una corsa a tappe di ciclismo su strada che si svolge nella regione di Hokkaidō, in Giappone, ogni anno in settembre. È inserita nel calendario dell'UCI Asia Tour come gara di classe 2.2. Dal 2012 si svolge nell'arco di tre giorni.

## Albo d'oro
Aggiornato all'edizione 2023.
| Anno    | Vincitore                                            | Secondo                                              | Terzo                                                |
| ------- | ---------------------------------------------------- | ---------------------------------------------------- | ---------------------------------------------------- |
| 1987    | Matsuyoshi Takahashi                                 | Mitsuhiro Suzuki                                     | Nobohatsu Hara                                       |
| 1988    | Kazuya Hashizume                                     | Kyoshi Miura                                         | Mitsuhiro Suzuki                                     |
| 1989    | Kazuo Oishi                                          | Mitsuhiro Suzuki                                     | Hiroshi Mitani                                       |
| 1990    | Daisuke Imanaka                                      | Kazuo Oishi                                          | Hiroshi Daimon                                       |
| 1991    | Daisuke Imanaka                                      | Naoshi Ono                                           | Junichi Kikuta                                       |
| 1992    | Stephen Spratt                                       | David Hourigan                                       | Hiroshi Daimon                                       |
| 1993    | Daisuke Imanaka                                      | Henry Connor                                         | Junichi Kikuta                                       |
| 1994    | Naoshi Ono                                           | Keita Seino                                          | Yoshiyuki Abe                                        |
| 1995    | Andrea Guidotti                                      | Takayuki Kakigi                                      | Shuietsuon Tan                                       |
| 1996    | Eric Wohelberg                                       | Brian Walton                                         | Steve Rover                                          |
| 1997    | Michele Colleoni                                     | Riccardo Ferrari                                     | Mauro Zinetti                                        |
| 1998    | Hideto Yukinari                                      | Michael McNena                                       | Shinichi Fukushima                                   |
| 1999    | Ken Hashikawa                                        | Yoshiyuki Abe                                        | Kazayuki Manabe                                      |
| 2000    | Eric Wohelberg                                       | Ken Hashikawa                                        | Yunichi Shibuya                                      |
| 2001    | David MacCann                                        | Tomoya Kano                                          | Paul Griffin                                         |
| 2002    | Simone Mori                                          | Tomoya Kano                                          | Kazuya Okazaki                                       |
| 2003    | Satoshi Hirose                                       | Tomoya Kano                                          | Mitsuteru Tanaka                                     |
| 2004    | Wong Kam Po                                          | Giuseppe Ribolzi                                     | Eddy Hilger                                          |
| 2005    | Eddy Ratti                                           | Kazuya Okazaki                                       | Miyataka Shimizu                                     |
| 2006    | Taiji Nishitani                                      | Shinri Suzuki                                        | Daniel McConnell                                     |
| 2007    | Henri Werner                                         | Darren Lapthorne                                     | Yukiya Arashiro                                      |
| 2008    | Takashi Miyazawa                                     | Joost Van Leijen                                     | Emmanuel Van Ruitenbeek                              |
| 2009    | Takashi Miyazawa                                     | Shinri Suzuki                                        | Kazuhiro Mori                                        |
| 2010    | Miyataka Shimizu                                     | Junya Sano                                           | Jong Gyun Choi                                       |
| 2011    | Miguel Ángel Rubiano                                 | Gyun-Gu Yang                                         | Simone Campagnaro                                    |
| 2012    | Maximiliano Richeze                                  | Ryota Nishizono                                      | Kazushige Kuboki                                     |
| 2013    | Thomas Lebas                                         | Damien Monier                                        | Joshua Prete                                         |
| 2014    | Joshua Prete                                         | Alessandro Malaguti                                  | Kohei Uchima                                         |
| 2015    | Riccardo Stacchiotti                                 | Daniele Colli                                        | Salvador Guardiola                                   |
| 2016    | Nariyuki Masuda                                      | Pierpaolo De Negri                                   | Ricardo García                                       |
| 2017    | Marcos García Fernández                              | Ryota Nishizono                                      | José Vicente Toribio                                 |
| 2018    | annullato a causa del terremoto di Hokkaidō del 2018 | annullato a causa del terremoto di Hokkaidō del 2018 | annullato a causa del terremoto di Hokkaidō del 2018 |
| 2019    | Filippo Zaccanti                                     | Sam Crome                                            | Nur Amirul Fakhruddin Mazuki                         |
| 2020-21 | annullato a causa della pandemia di COVID-19         | annullato a causa della pandemia di COVID-19         | annullato a causa della pandemia di COVID-19         |
| 2022    | Yusuke Kadota                                        | Thomas Lebas                                         | Shoi Matsuda                                         |
| 2023    | annullato                                            | annullato                                            | annullato                                            |